# Ингольд, Тим
Тим Ингольд (англ. Tim (Timothy) Ingold, род. 1948) — британский антрополог, работающий в Университете Абердина.

## Биография
В рамках докторского исследования проводил этнографическую полевую работу (1971—1972) среди колттов (колтта-саамов), проживающих на северо-востоке Финляндии, итогом которой стала монография «Современные колтты» (англ. The Skolt Lapps Today, 1976).
В 1990-х годах область интересов Ингольда смещается в область экологической антропологии. Под влиянием работ о системах восприятия Джеймса Гибсона он стремился интегрировать экологический подход в антропологию и психологию.
Английский антрополог критикует традиционный подход к анализу восприятия окружающей среды, основывающийся на эволюционной биологии и когнитивных науках. Ингольд утверждает зависимость динамики способностей к восприятию и деятельности от социального и ландшафтного окружения (The Perception of the Environment, 2000).
В Университете Абердина он исследует связь восприятия окружающей среды со способом пешего перемещения, умениями (skills) и линейностью письма. Под умениями (skills) Ингольд понимает не технику телесных операций, но присущая рассматриваемому как единое целое телесно-интеллектуальному человеческому существованию способность к активности и познанию, осуществляемым в структурированной среде. В работе «Восприятие и среда» (англ. The Perception of the Environment) (2000) Ингольд в качестве методологической основы исследования познавательного взаимодействия человека и среды утверждает синтез социальной антропологии, экологической психологии, биологии развития и феноменологии.

## Избранная библиография
- The Skolt Lapps today (1976). Cambridge: Cambridge University Press.
- Hunters, pastoralists and ranchers: reindeer economies and their transformations (1980). Cambridge: Cambridge University Press.
- The appropriation of nature: essays on human ecology and social relations (1986). Manchester: Manchester University Press. ISBN 978-0719018626
- The appropriation of nature: essays on human ecology and social relations (1989). Manchester: Manchester University Press. ISBN 978-0719023507
- Evolution and social life (1986). Cambridge: Cambridge University Press.
- What Is an Animal? (1994). Routledge. ISBN 978-0415095563
- Companion Encyclopedia of Anthropology (1994). Routledge. ISBN 978-0415021371
- Key Debates in Anthropology (1997). Routledge. ISBN 978-0415150200
- The perception of the environment: essays on livelihood, dwelling and skill (2000). London: Routledge. ISBN 978-0415228329
- Lines: a brief history (2007). London: Routledge. ISBN 978-0415424271
- Making: Anthropology, archaeology, art and architecture (2013). London: Routledge.
- The life of lines (2015). London: Routledge.
- Anthropology and/as Education (2017). London: Routledge.

## Переводы работ Тима Ингольда
- Тим Ингольд. Родословная, поколение, субстанция, память, земля // Этнографическое обозрение. 2008. №  4. С. 76-101.
- Тим Ингольд. Манифест северной антропологии / Тим Ингольд ; перевод с английского Екатерины Королевой // Карельский экологический журнал "Зелёный лист". Петрозаводск, 2012. № 2. С. 27-32 / Tim Ingold, Manifesto for the antropology of the North'. / University of Aberdeen, United Kingdom of Great Britain and Northern Ireland. Статья из книги "Взаимосвязи: локальные и глобальные аспекты социальных систем в Арктике". 19-23 мая 2005 г. V Международный Конгресс Арктических общественных наук. Аляска. Университет Аляски Фаирбанкс, США, 2005. Редактор Анне Садкамп, С. 61-71. Connections: Local and Global Aspects of Arctic Social Systems. Topics in Arctic Social Sciences 5, USA, 2005. Edited by Anne Sudkamp. P. 61-71. ISBN 0-9730259-1-3
- Тим Ингольд. Культура, природа, среда: на пути к экологии жизни // Стадис. № 1. 2019. С.102-118.
- Тим Ингольд. Погружая вещи в жизнь: творческие переплетения в мире материалов // Неприкосновенный запас. 2021. № 2 (136). С. 31-49.
- Тим Ингольд. Воздухоплавание в гладком пространстве // lmnt. 2021. № 2.